# المضنون به على غير أهله
المضنون به على غير أهله هو كتاب يُنسب إلى الإمام الغزالي الطوسي (ت. 505 هـ)، يدور الشك حول صحة نسبتها إليه.

## نسبتها إلى الغزالي
اختلف المتقدمون في نسبه هذا الكتاب إلى الغزالي، فقد قال ابن الصلاح أن المضنون «منسوب إلى أبي حامد الغزالي ومعاذ الله أن يكون له». بينما ذهب ابن تيمية إلى أنها للغزالي وقال: «فقد كان طائفة أخرى من العلماء يكذبون ثبوته عنه [أي المضنون]، وأما أهل الخبرة به وبحاله يعلمون أن هذا كله كلامه لعلمهم بمواد كلامه ومشابهة بعضه بعضا».
ويرى الباحث مشهد العلاف أن الكتاب منحول على الغزالي.

## الطبع
طُبع في القاهرة سنة 1303 هـ، وسنة 1367 هـ (مطبعة صبيح)، إلى جانب طبعات أخرى.

## الشروح
شرحها عبيد الله بن عبد الكافي بن عبد المجيد العبيدي (ت. 749 هـ / 1348 م)، طبع بالقاهرة سنة 1913 م.[محل شك]